# Wellesberg (Hennef)
Wellesberg ist ein Ortsteil der Stadt Hennef (Sieg) im Rhein-Sieg-Kreis in Nordrhein-Westfalen.

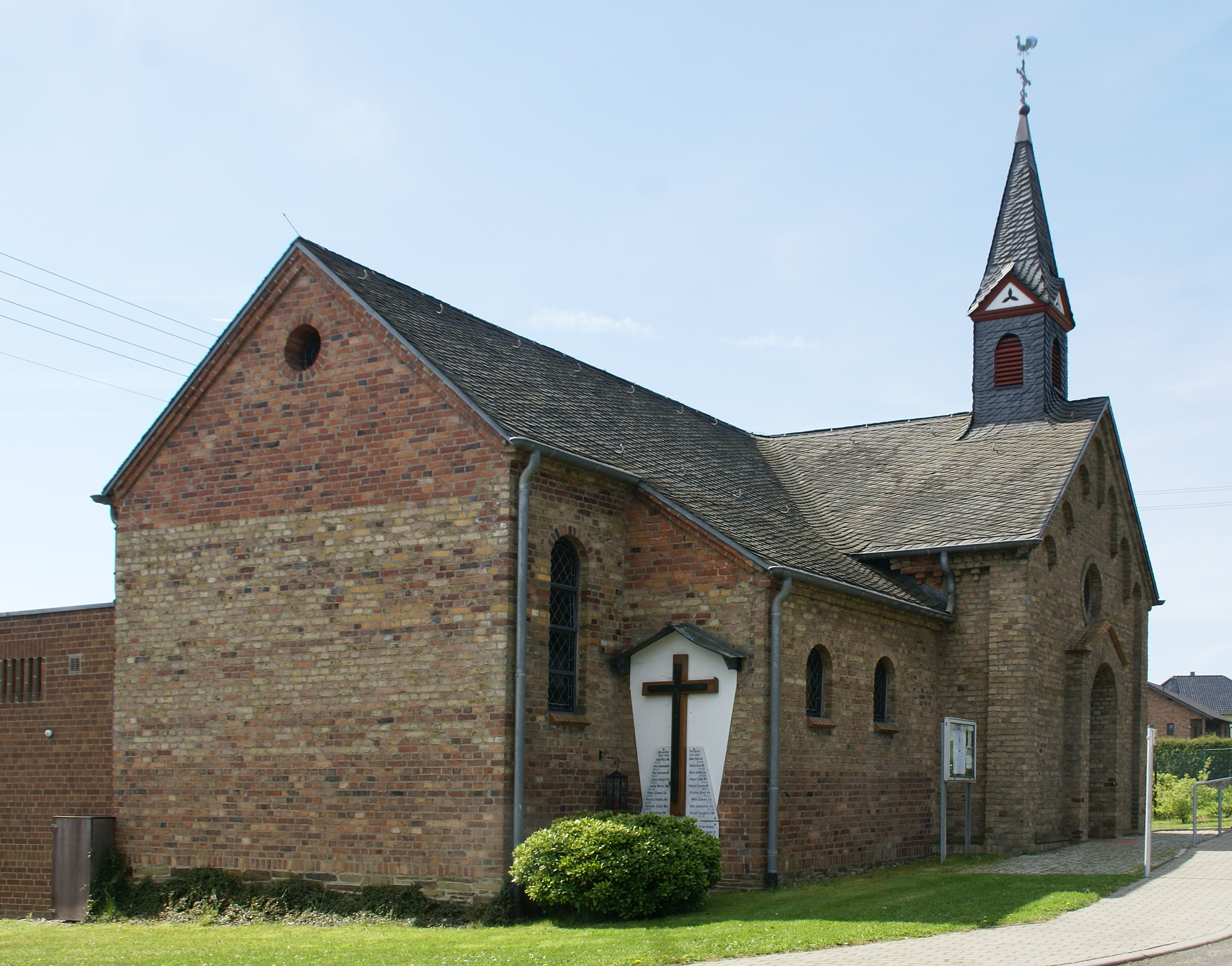
Kirche in Wellesberg

Das Kapellendorf östlich des Wiersberges und des 241 m hohen Stuxenberges liegt oberhalb des Lüdersbaches im Hanfbachtal.
Im Ort werden die lokalen Dorfbräuche wie das Osterfeuer und das Aufstellen eines Pfingstbaums gepflegt.

## Geschichte
Wellesberg war früher Zentralort einer Honschaft im Kirchspiel Uckerath. Sie hatte 1742 425 Einwohner in 68 Familien, 1791 497 Einwohner in 88 Familien. Zur Honschaft gehörten neben Wellesberg selbst die Weiler Wiersberg, Dahlhausen, Hermesmühle, Hanfmühle, Busch, Heide, Eulenberg und Büllesfeld.
Wellesberg war einer der Orte, die um 1800 von dem Fetzer genannten Räuber heimgesucht wurden.
Von 1806 bis 1813 gehörte Wellesberg zum Kanton Hennef im Großherzogtum Berg und dort seit 1808 zur Mairie (Bürgermeisterei) Uckerath.
Bis zum 1. August 1969 gehörte Wellesberg zur Gemeinde Uckerath. Im Rahmen der kommunalen Neugliederung des Raumes Bonn wurde Uckerath, damit auch der Ort Wellesberg, der damals neuen amtsfreien Gemeinde „Hennef (Sieg)“ zugeordnet.